# Scatternet

Scatternet (master=rosso, slave=verde, libero=blu)

Una scatternet e un tipo di rete ad hoc la quale consiste di due o più piconet. Il termine "scatternet" e "piconet" sono tipicamente utilizzate nella tecnologia di rete wireless Bluetooth.

## Descrizione
Una piconet è un tipo di connessione che si instaura tra due o più dispositivi Bluethooth (in cui la connessione è attiva) come i moderni cellulari e smartphone o PDA. I dispositivi con il Bluetooth abilitato sono unità di "peering" capaci di agire sia come master che come slave. Comunque quando una si forma una piconet tra due o più dispositivi, uno dei dispositivi prende il ruolo di "master" e tutti gli altri assumono il ruolo di "slave" per motivi di sincronizzazione. Le piconet hanno uno spazio di indirizzamento 7 membri (3 bits, con il valore "zero" riservato per il broadcasting), che limita il numero massimo di una piconet a 8 dispositivi, esempio: 1 master e 7 slave.
Una scatternet è un numero di piconet interconnesse che supportano la comunicazione fra 9 o più dispositivi. Le scatternet possono essere formate quando un membro di una piconet (che sia esso master o slave) si elegge per partecipare come slave in una seconda rete piconet separata. Il dispositivo che partecipa a entrambe le reti può ritrasmettere le informazioni tra i membri delle reti ad hoc. Comunque il protocollo di base Bluetooth non supporta questa ritrasmissione - il software di ciascun dispositivo dovrebbe gestirlo. Utilizzando questo approccio è possibile unire numerose piconet in una vasta scatternet così da espandere la dimensione fisica di una rete oltre i limiti di quella Bluetooth.
Attualmente ci sono veramente poche implementazioni delle scatternet a causa delle limitazioni del Bluetooth e del protocollo del MAC address. C'è comunque un crescente interesse nella ricerca atta allo sviluppo di algoritmi per formare scatternet efficienti.

## Applicazioni future
Le Scatternet hanno il potenziale di portare l'interconnettività di Internet nel mondo fisico attraverso i dispositivi wireless. Molte compagnie hanno tentato di lanciare social network e servizi di appuntamento che facciano leva sulle iniziali implementazioni delle scatternet (guarda Bluedating). Le Scatternet possono essere utilizzate anche per abilitare comunicazioni ad hoc e interconnettere robot autonomi e altri dispositivi.

## Ricerca
Esistono numerosi documenti che propongono algoritmi per l'instaurazione di scatternet, e molti approcci differenti sono stati simulati sia in ambienti accademici che in ambiti aziendali di ricerca e sviluppo. Alcuni esperimenti con vaste scatternet possono essere individuate al Politecnico di Zurigo nel progetto del BTnode
Nel 2008 uno studente della University College Cork, Irlanda, ha sviluppato una applicazione basata su una scatternet nel linguaggio di programmazione Java, usando la libreria JSR-82. Lo scopo principale di questa applicazione è quello di facilitare la computazione parallela attraverso le scatternet Bluetooth, usando un paradigma di processamento per lo scambio di messaggi MPI. Sebbene questo funzioni solo su un sistema di simulazione fornito dalla Sun's Wireless Toolkit, è capace di creare una scatternet composta da 15 dispositivi e instradare un messaggio attraverso la rete.
Nel 2006 uno studente della Università di tecnologia di Baghdad, in Iraq, ha sviluppato un algoritmo e un protocollo di instradamento on-demand, peer-to-peer per scatternet, con Java ME applicazione basata sulla libreria JSR-82. L'applicazione è stata testata con successo su diversi telefoni cellulari su cui è abilitato Java , ed è capace di costruire vaste scatternet, ma in pratica è attuabile solo quando le rotte sono composte da meno di 2 nodi a causa della velocità del Bluetooth.